# Vụ bê bối Watergate

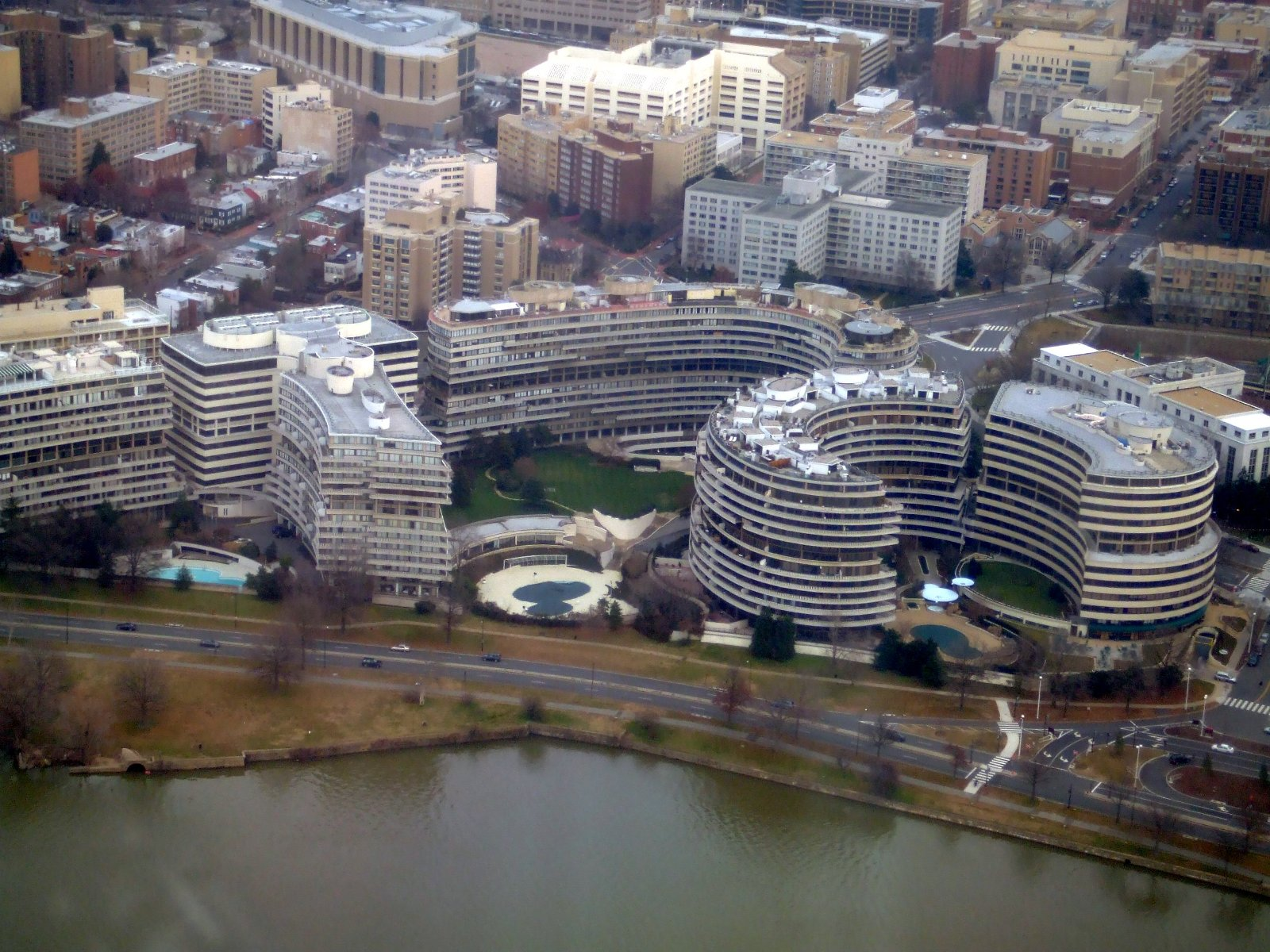
Bức ảnh trên không của khu phức hợp Watergate tại Washington, D.C.

Vụ bê bối Watergate là một vụ bê bối chính trị lớn ở Hoa Kỳ liên quan đến chính quyền của Tổng thống Hoa Kỳ Richard Nixon từ năm 1972 đến năm 1974 dẫn đến việc Nixon phải từ chức. Vụ bê bối bắt nguồn từ việc chính quyền Nixon liên tục cố gắng che đậy sự dính líu của mình trong vụ đột nhập vào trụ sở Ủy ban Quốc gia đảng Dân chủ tại Tòa nhà Văn phòng Watergate ở Washington, DC ngày 17 tháng Sáu năm 1972. Sau khi 5 thủ phạm bị bắt, báo chí và Bộ Tư pháp Mỹ đã phát hiện ra rằng số tiền mặt được tìm thấy trên người họ vào thời điểm đó có liên quan đến Ủy ban Tái bầu cử Tổng thống. Các cuộc điều tra sâu hơn, cùng với những điều được tiết lộ trong các phiên tòa xét xử những kẻ đột nhập sau đó, đã khiến Hạ viện Hoa Kỳ trao cho Ủy ban Tư Pháp Hạ viện Hoa Kỳ thêm quyền điều tra để điều tra "một số vấn đề trong phạm vi quyền xét xử của nó" và Thượng viện Hoa Kỳ để thành lập Ủy ban Watergate của Thượng viện Hoa Kỳ. Kết quả các phiên điều trần Watergate tại Thượng viện đã được PBS phát sóng trên toàn quốc hết giây này sang phút khác và thu hút sự quan tâm của công chúng. Các nhân chứng làm chứng rằng Nixon đã phê duyệt kế hoạch che đậy sự tham gia của chính quyền vào vụ đột nhập và rằng có một hệ thống ghi âm được kích hoạt bằng giọng nói trong Văn phòng Bầu dục. Trong suốt cuộc điều tra, chính quyền đã chống lại các cuộc thăm dò vào nó, dẫn đến một cuộc khủng hoảng hiến pháp.
Một số tiết lộ lớn và hành động nghiêm trọng của tổng thống chống lại cuộc điều tra sau đó vào năm 1973 đã khiến Hạ viện bắt đầu quá trình luận tội Nixon. Tòa án Tối cao Hoa Kỳ ra phán quyết buộc Nixon phải công bố các cuộn băng ghi âm của Văn phòng Bầu dục cho các nhà điều tra của chính phủ. Các đoạn băng Nhà Trắng của Nixon tiết lộ rằng ông ta đã âm mưu che đậy các hành vi sau vụ đột nhập và sau đó cố gắng sử dụng các quan chức liên bang để làm chệch hướng cuộc điều tra. Ủy ban Tư pháp Hạ viện đã thông qua ba điều khoản luận tội Nixon vì tội cản trở công lý, lạm dụng quyền lực và cản trở Quốc hội. Với sự đồng lõa của mình trong việc che đậy đã bị công bố công khai và ủng hộ chính trị của ông hoàn toàn bị xói mòn, Nixon từ chức vào ngày 9 tháng Tám năm 1974. Người ta tin rằng, nếu ông không làm như vậy, ông sẽ bị Hạ viện luận tội và cách chức sau một phiên tòa tại Thượng viện. Ông là tổng thống Mỹ duy nhất đã từ chức. Vào ngày 8 tháng Chín năm 1974, người kế nhiệm của Nixon, Gerald Ford, đã ân xá cho ông.
Có 69 người bị truy tố và 48 người—nhiều người trong số họ là các quan chức hàng đầu của chính quyền Nixon—bị kết án. Hoán dụ Watergate trở thành một từ để chỉ một loạt các hoạt động bí mật và thường là bất hợp pháp do các thành viên của chính quyền Nixon thực hiện, bao gồm nghe lén văn phòng của các đối thủ chính trị và những người mà Nixon hoặc các quan chức của ông ta nghi ngờ; ra lệnh điều tra các nhóm hoạt động và các nhân vật chính trị; và sử dụng Cục Điều tra Liên bang, Cơ quan Tình báo Trung ương và Sở Thuế vụ làm vũ khí chính trị. Việc sử dụng hậu tố -gate sau một thuật ngữ xác định đã trở thành đồng nghĩa với bê bối công khai, đặc biệt là bê bối chính trị.

## Nghe lén các trụ sở của Đảng Dân chủ

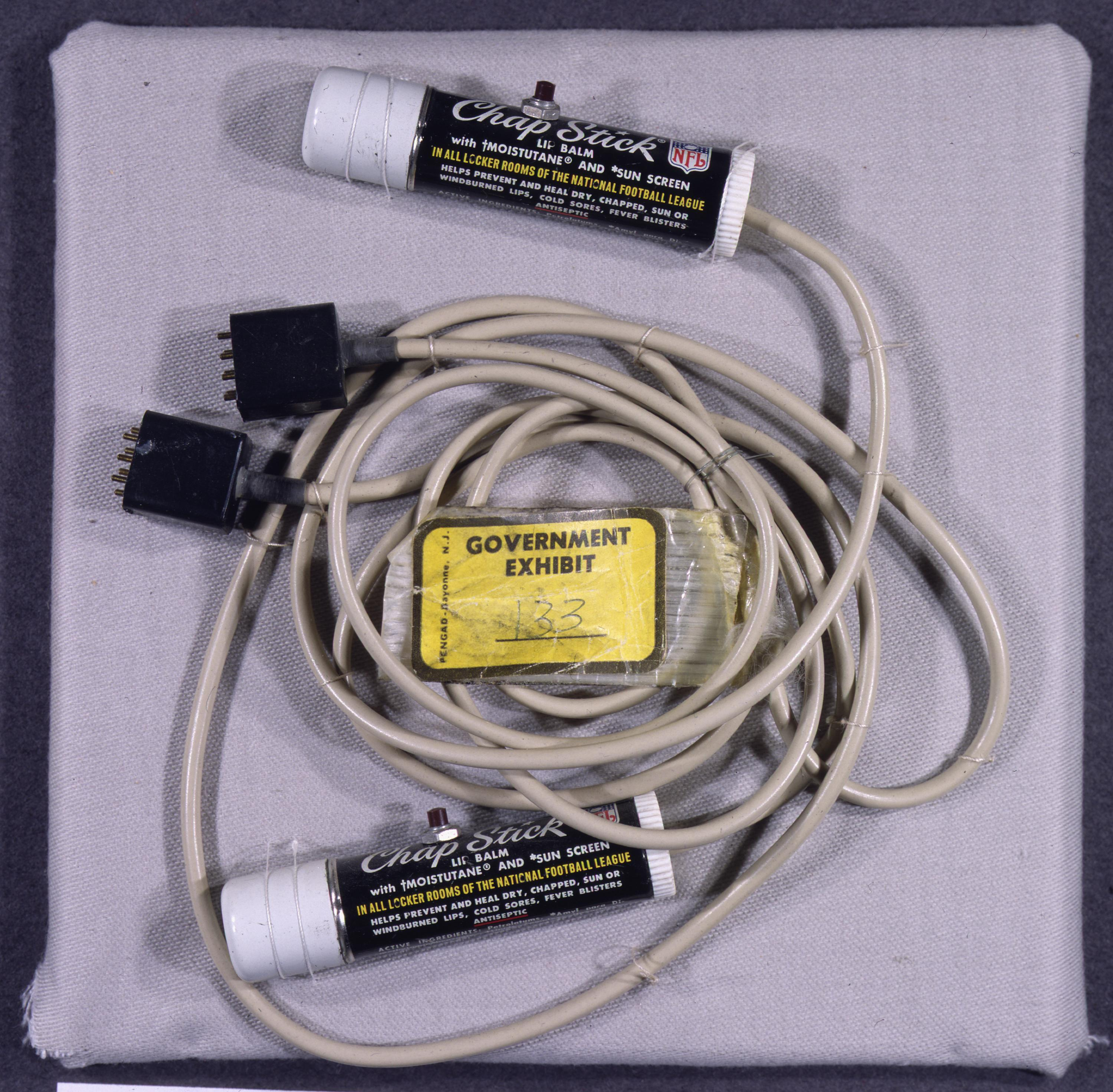
Trong thời gian đột nhập, E. Howard Hunt và G. Gordon Liddy vẫn giữ liên lạc với nhau và với những tên đột nhập qua radio. Những ống son dưỡng môi thương hiệu ChapStick được trang bị micro nhỏ này sau đó được phát hiện trong két sắt văn phòng Nhà Trắng của Hunt.

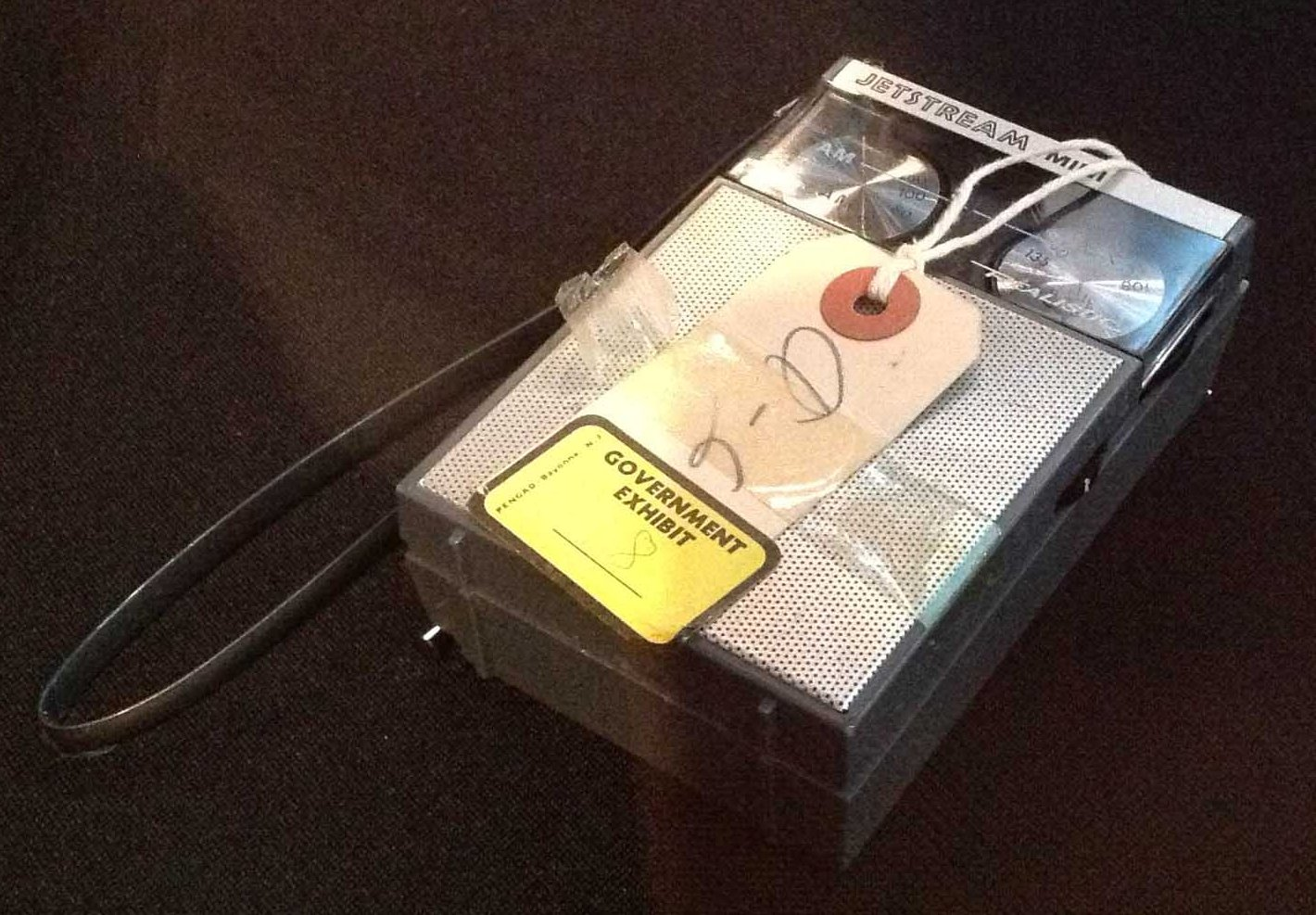
Ra-đi-ô bán dẫn được dùng trong vụ đột nhập Watergate

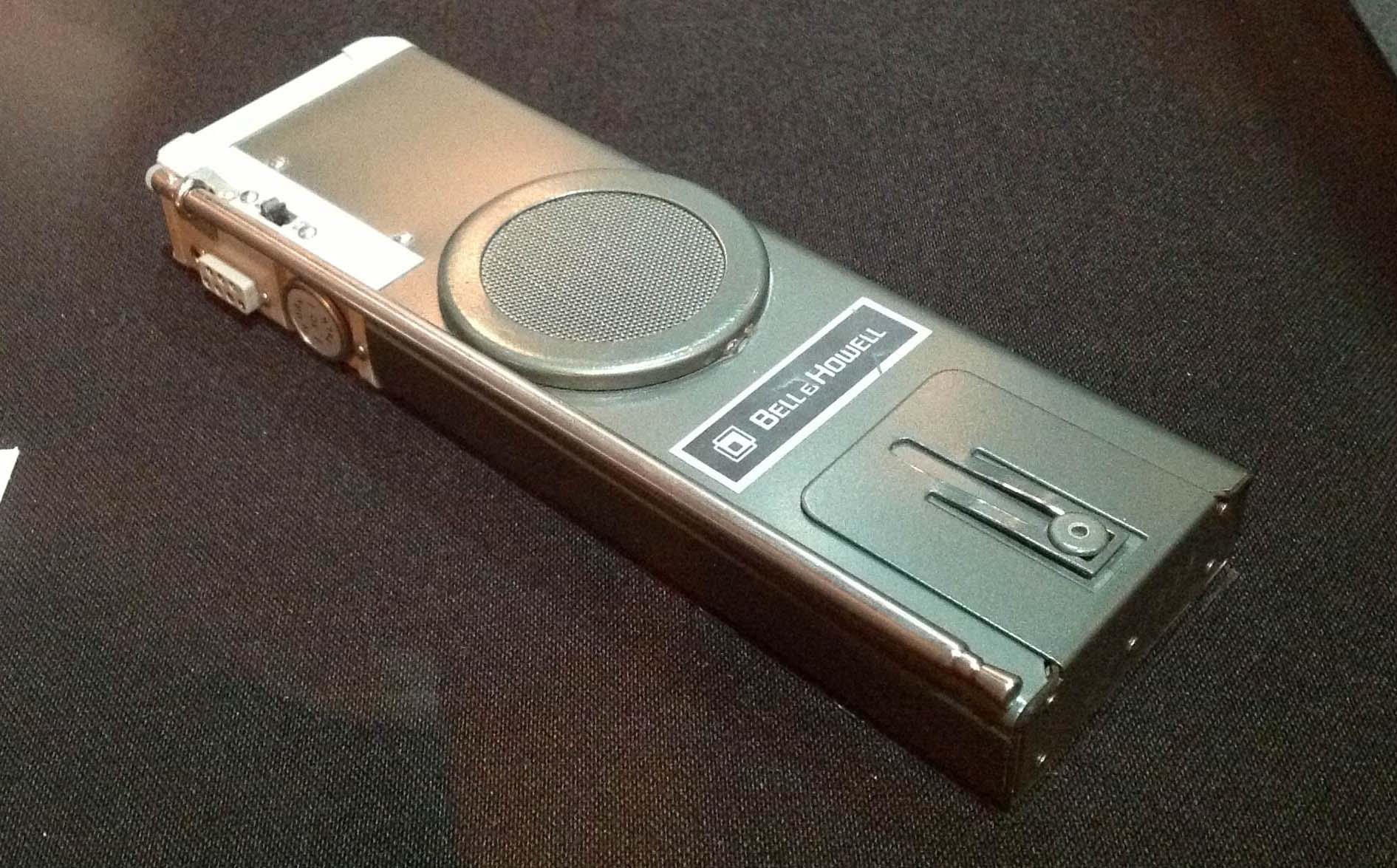
Đàm được dùng trong vụ đột nhập Watergate

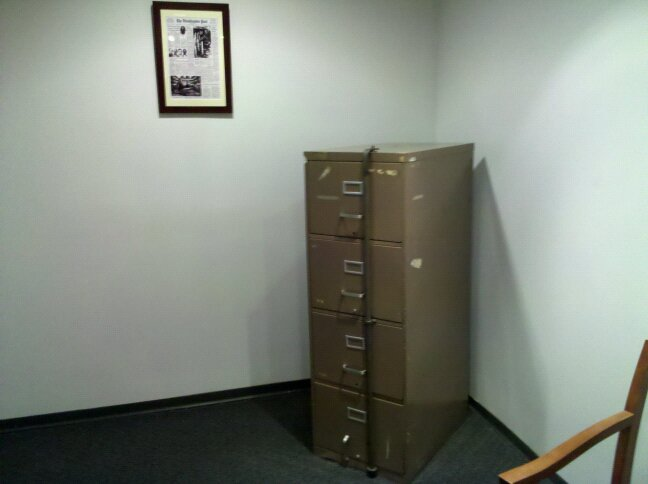
Tủ đựng hồ sơ, tài liệu của DNC từ tòa nhà văn phòng Watergate bị làm hư bởi những tên đột nhập

Vào ngày 27 tháng Một năm 1972, G. Gordon Liddy, Cố vấn Tài chính cho Ủy ban Tái bầu cử Tổng thống (CRP) và là cựu trợ lý của John Ehrlichman, đã trình bày một kế hoạch tình báo chiến dịch bao gồm một loạt các hoạt động bất hợp pháp cho chủ tịch CRP lâm thời Jeb Stuart Magruder, Tổng chưởng lý John Mitchell, và Cố vấn Tổng thống John Dean chống lại Đảng Dân chủ. Theo Dean, điều này đã đánh dấu "cảnh mở đầu của vụ bê bối chính trị tồi tệ nhất trong thế kỷ XX và khởi đầu cho sự kết thúc của nhiệm kỳ tổng thống Nixon".
Mitchell coi kế hoạch này là không thực tế. Hai tháng sau, Mitchell phê duyệt một phiên bản rút gọn của kế hoạch, bao gồm việc đột nhập trụ sở của Ủy ban Toàn quốc Đảng Dân chủ (DNC) tại Khu phức hợp Watergate ở Washington, D.C.—người ta suy đoán rằng là để chụp ảnh tài liệu chiến dịch và cài đặt thiết bị nghe lén trong điện thoại. Liddy có danh nghĩa là người phụ trách hoạt động, nhưng kể từ đó khẳng định rằng anh ta đã bị cả Dean và ít nhất hai cấp dưới của anh ta lừa, trong đó có các cựu sĩ quan CIA E. Howard Hunt và James McCord; James lúc đó đang giữ vai trò Điều phối viên An ninh của CRP sau khi John Mitchell trước đó đã từ chức Tổng chưởng lý để trở thành chủ tịch CRP.
Vào tháng Năm, McCord đã giao cho cựu đặc vụ FBI Alfred C. Baldwin III thực hiện việc nghe lén và theo dõi các cuộc điện đàm sau đó. McCord làm chứng rằng ông đã chọn tên của Baldwin từ sổ đăng ký do Hiệp hội các cựu đặc vụ của FBI công bố để làm việc cho Ủy ban Tái bầu cử Tổng thống Nixon. Baldwin đầu tiên làm vệ sĩ cho Martha Mitchell—vợ của John Mitchell, người đang sống ở Washington vào thời điểm đó. Baldwin đi cùng Martha Mitchell đến Chicago. Cuối cùng ủy ban đã thay thế Baldwin bằng một nhân viên an ninh khác.
Vào ngày 11 tháng Năm, McCord sắp xếp cho Baldwin—người mà phóng viên điều tra Jim Hougan mô tả là "bằng cách nào đó đặc biệt đối với và có lẽ được McCord quen biết"—ở tại phòng khách sạn cạnh đường (motel) của Howard Johnson cách một con đường với khu phức hợp Watergate. Phòng 419 được đặt bằng tên công ty của McCord. Theo lệnh của Liddy và Hunt, McCord và nhóm đột nhập của anh ta chuẩn bị cho cuộc đột nhập Watergate đầu tiên của họ, bắt đầu vào ngày 28 tháng Năm.
Hai điện thoại bên trong văn phòng của trụ sở DNC được cho là đã bị nghe lén. Một là điện thoại của Robert Spencer Oliver. Vào thời điểm đó, Oliver đang làm giám đốc điều hành của Hiệp hội các Chủ tịch Bang Đảng Dân chủ. Chiếc điện thoại còn lại thuộc về chủ tịch DNC Larry O'Brien. FBI không tìm thấy bằng chứng nào cho thấy điện thoại của O'Brien bị nghe trộm; tuy nhiên, người ta xác định rằng một thiết bị nghe thật sự đã được cài đặt trong điện thoại của Oliver. Dù thành công với việc cài đặt các thiết bị nghe, các nhân viên của CRP đã sớm nhận định rằng các thiết bị này cần được sửa chữa. Họ đã lên âm mưu một "cuộc đột nhập" thứ hai để giải quyết tình hình.
Sau nửa đêm thứ Bảy, ngày 17 tháng Sáu năm 1972 một khoảng thời gian nào đó, Frank Wills, nhân viên bảo vệ của Khu phức hợp Watergate nhận thấy băng dính che các chốt của một số cửa của khu phức hợp dẫn từ hầm để xe đến một số văn phòng, điều này cho phép các cửa đóng nhưng không bị khóa. Anh đã gỡ băng dính ra và tin rằng không có chuyện gì cả. Khi anh ta quay lại một thời gian ngắn sau đó và phát hiện ra rằng ai đó đã dán lại băng dính vào các chốt khóa, anh đã gọi cảnh sát. Đáp lại cuộc gọi là một chiếc xe cảnh sát không nhãn hiệu với ba sĩ quan mặc thường phục (Hạ sĩ Paul W. Leeper, Sĩ quan John B. Barrett và Sĩ quan Carl M. Shoffler) đang làm việc cho "biệt đội ăn mày" xuyên đêm, ăn mặc như dân Hippie và theo dõi các giao dịch ma túy và các tội phạm đường phố khác. Alfred Baldwin, đang làm nhiệm vụ "canh gác" tại khách sạn Howard Johnson's bên kia đường, đã bị sao nhãng khi xem phim Attack of the Puppet People trên TV và không quan sát xe cảnh sát tiến đến trước tòa nhà Watergate. Anh ta cũng không thấy các sĩ quan mặc thường phục đang điều tra dãy buồng gồm 29 văn phòng ở tầng 6 của DNC. Đến lúc Baldwin cuối cùng nhận thấy hoạt động bất thường trên tầng sáu và truyền thanh radio cho những kẻ đột nhập thì đã quá muộn. Cảnh sát đã bắt giữ 5 người đàn ông, sau đó được xác định là Virgilio Gonzalez, Bernard Barker, James McCord, Eugenio Martínez và Frank Sturgis. Họ bị buộc tội cố gắng đột nhập và cố gắng nghe trộm điện thoại và các truyền thông liên lạc khác. The Washington Post đưa tin rằng "cảnh sát đã tìm thấy những chiếc móc khóa và xà beng cạy cửa, gần 2.300 đô la tiền mặt, phần lớn trong những tờ tiền mệnh giá 100 đô la với số sê-ri theo thứ tự ... một máy thu sóng ngắn có thể tiếp nhận cuộc gọi của cảnh sát, 40 cuộn phim chưa lộ sáng, hai máy ảnh 35 mm và ba khẩu súng hơi cay kích thước như cây bút".
Sáng hôm sau, Chủ nhật, ngày 18 tháng Sáu, G. Gordon Liddy gọi điện cho Jeb Magruder ở Los Angeles và thông báo với ông ta rằng "bốn người đàn ông bị bắt cùng McCord là những chiến sỹ đấu tranh cho tự do ở Cuba, những người mà Howard Hunt đã tuyển dụng". Ban đầu, tổ chức của Nixon và Nhà Trắng nhanh chóng làm việc để che đậy tội phạm và bất kỳ bằng chứng nào có thể gây hại cho tổng thống và công cuộc tái đắc cử của ông.
Vào ngày 15 tháng Chín năm 1972, một đại bồi thẩm đoàn đã truy tố năm tên đột nhập văn phòng, cũng như Hunt và Liddy, về tội âm mưu, đột nhập trộm cắp và vi phạm luật nghe lén liên bang. Những kẻ đột nhập đã bị xét xử bởi bồi thẩm đoàn, với thẩm phán John Sirica chủ trì, và nhận có tội hoặc bị kết án vào ngày 30 tháng Một năm 1973.

## Che đậy và sáng tỏ

### Che đậy ban đầu

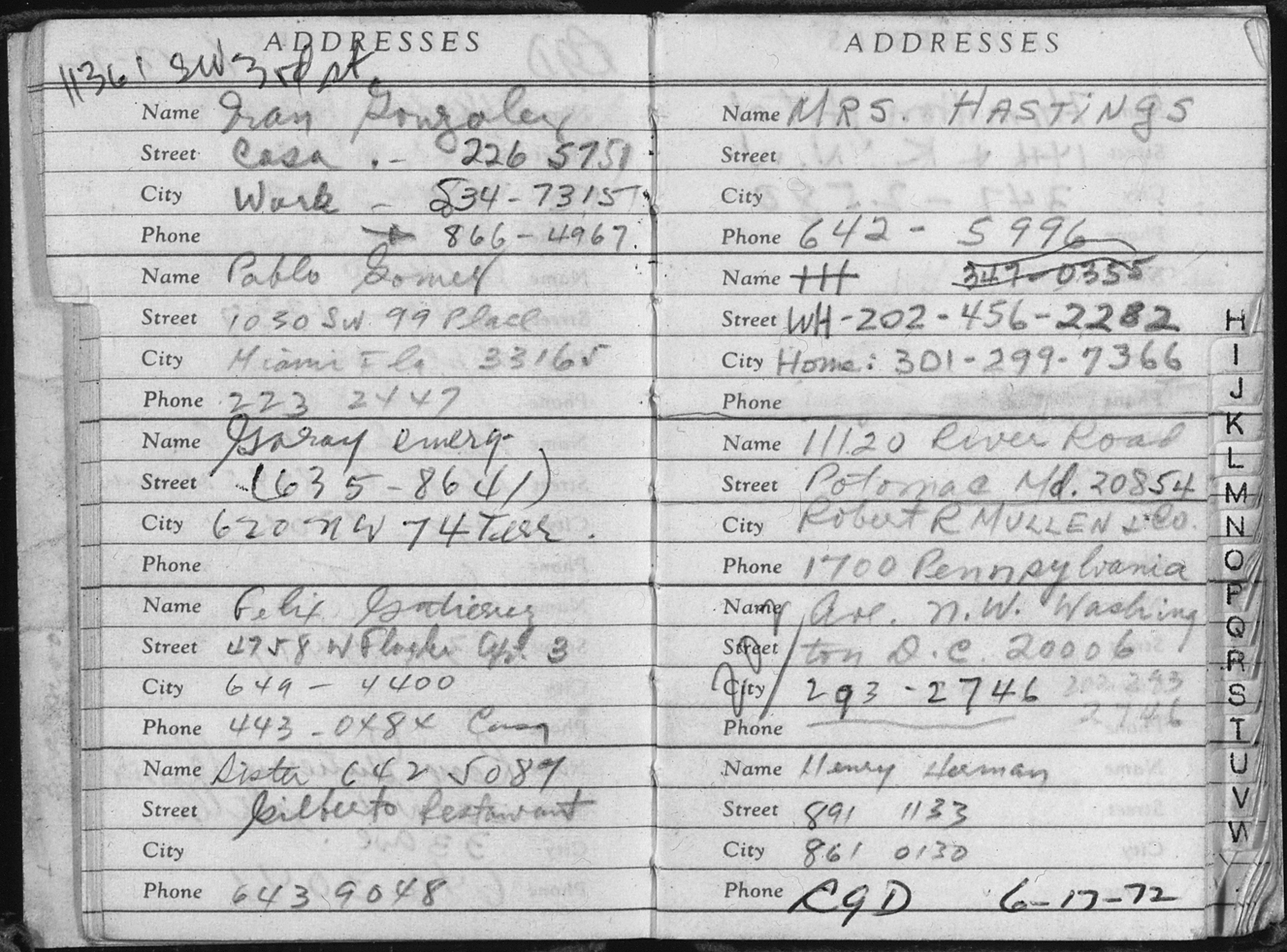
Sổ địa chỉ của tên đột nhập Watergate Bernard Barker, được phát hiện trong một căn phòng ở Khách sạn Watergate, ngày 18 tháng Sáu năm 1972

Trong vòng vài giờ sau khi những tên đột nhập bị bắt, FBI đã phát hiện ra tên của E. Howard Hunt trong sổ địa chỉ của Barker và Martínez. Các quan chức chính quyền Nixon lo ngại vì Hunt và Liddy cũng dính líu tới một hoạt động bí mật riêng biệt được gọi là "Thợ sửa ống nước Nhà Trắng", được thành lập để ngăn chặn "rò rỉ" an ninh và điều tra các vấn đề an ninh nhạy cảm khác. Dean sau đó đã làm chứng rằng trợ lý hàng đầu của Nixon, John Ehrlichman đã ra lệnh cho anh ta "tống khứ" những thứ trong két sắt Nhà Trắng của Howard Hunt. Ehrlichman sau đó đã phủ nhận điều này. Cuối cùng thì Dean và Giám đốc FBI lâm thời L. Patrick Gray (trong những chiến dịch riêng biệt) đã phá hủy bằng chứng từ két sắt của Hunt.
Phản ứng của riêng Nixon đối với vụ đột nhập, ít nhất là vào thời điểm ban đầu, là hoài nghi. Công tố viên Watergate James Neal chắc chắn rằng Nixon đã không biết trước về vụ đột nhập. Để làm bằng chứng, ông trích dẫn một cuộc trò chuyện được ghi lại vào ngày 23 tháng Sáu giữa Tổng thống và chánh văn phòng của ông, H. R. Haldeman, trong đó Nixon hỏi, "Thằng khốn nào đã làm điều đó?" Tuy nhiên, Nixon sau đó ra lệnh cho Haldeman yêu cầu CIA chặn cuộc điều tra của FBI về nguồn tài trợ cho vụ đột nhập.
Vài ngày sau, thư ký báo chí của Nixon, Ron Ziegler, mô tả sự kiện này là "một vụ đột nhập rất tồi". Vào ngày 29 tháng Tám, tại một cuộc họp báo, Nixon nhận định rằng Dean đã tiến hành một cuộc điều tra kỹ lưỡng về vụ việc, trong khi Dean thực sự không hề tiến hành bất kỳ cuộc điều tra nào. Nixon còn nói, "Tôi có thể nói rõ ràng rằng ... không một ai trong nhân viên Nhà Trắng, không một ai trong Chính Quyền này, hiện đang được tuyển dụng, dính líu đến vụ việc hết sức kỳ lạ này." Vào ngày 15 tháng Chín, Nixon đã chúc mừng Dean, nói rằng, "Cách anh xử lý nó, đối với tôi, dường như rất khéo léo, bởi vì anh—đặt ngón tay của mình vào đê mỗi khi rò rỉ ở đây và ở đó."

### Bắt cóc Martha Mitchell
Martha Mitchell là vợ của Tổng chưởng lý của Nixon, John N. Mitchell—người gần đây đã từ chức để trở thành quản lý chiến dịch cho Ủy ban Tái bầu cử Tổng thống (CRP) của Nixon. John Mitchell biết rằng Martha biết McCord, một trong những tên đột nhập Watergate đã bị bắt, và biết khi phát hiện ra, cô ấy dễ có thể sẽ nói chuyện với giới truyền thông. Theo ý kiến của ông, việc cô biết McCord có khả năng kết nối vụ đột nhập Watergate với Nixon. John Mitchell đã chỉ thị cho các lính canh trong đội an ninh của cô để không cho cô tiếp xúc với giới truyền thông.
Vào tháng Sáu năm 1972, trong cuộc điện thoại với phóng viên Helen Thomas của Báo chí Thống nhất Quốc tế, Martha Mitchell thông báo với Thomas rằng cô sẽ bỏ chồng cô cho đến khi ông ta từ chức CRP. Cuộc điện thoại kết thúc đột ngột. Vài ngày sau, Marcia Kramer, một phóng viên tội phạm kỳ cựu của New York Daily News, đã theo dõi Mitchell đến Câu lạc bộ Đồng quê Westchester ở Rye, New York, và mô tả Mitchell là "một người phụ nữ bị đánh đập" với những vết bầm tím rõ ràng. Mitchell báo cáo rằng, trong tuần lễ sau vụ trộm Watergate, cô đã bị giam giữ trong khách sạn Khu phức hợp Watergate, và rằng nhân viên bảo vệ Steve King đã kết thúc cuộc gọi của cô với Thomas bằng cách rút dây điện thoại khỏi tường. Mitchell đã nhiều lần cố gắng trốn thoát qua ban công, nhưng bị dọa dẫm về mặt thân thể, bị thương và bị tiêm thuốc an thần bằng vũ lực bởi một bác sỹ tâm thần. Sau khi bị kết án về vai trò của mình trong vụ đột nhập Watergate, vào tháng Hai năm 1975, McCord thừa nhận rằng Mitchell đã "về cơ bản bị bắt cóc", và đã chứng thực các báo cáo của cô về sự việc này.

### Lần theo đường tiền
Vào ngày 19 tháng Sáu năm 1972, báo chí đưa tin rằng một trong những kẻ đột nhập Watergate là một phụ tá an ninh của Đảng Cộng hòa. Cựu tổng chưởng lý John Mitchell, khi đó là người đứng đầu CRP, đã phủ nhận mọi liên quan đến vụ đột nhập Watergate. Anh ta cũng phủ nhận hiểu biết bất kỳ điều nào về năm tên trộm. Vào ngày 1 tháng Tám, một tấm séc thủ quỹ trị giá 25.000 đô la (xấp xỉ 175.000 đô la năm 2019) được phát hiện là đã được gửi vào tài khoản ngân hàng bên Mỹ và Mexico của một trong những tên đột nhập Watergate, Bernard Barker. Được gửi đến ủy ban tài chính của Ủy ban Tái bầu cử Tổng thống, tấm séc là một quyên góp vào chiến dịch năm 1972 bởi Kenneth H. Dahlberg. Số tiền này (và một số tấm séc khác đã được quyên góp hợp pháp cho CRP) đã được sử dụng trực tiếp để tài trợ cho chi phí các vụ đột nhập và nghe lén, bao gồm cả vật liệu cứng và vật tư.
Nhiều doanh nghiệp trong nước và quốc tế của ông Barker đều có các tài khoản ngân hàng riêng biệt; ông bị phát hiện đã cố gắng sử dụng chúng để che giấu nguồn gốc thực sự của số tiền được trả cho những tên đột nhập. Những tấm séc của nhà tài trợ đã chứng minh mối liên hệ trực tiếp của những kẻ đột nhập với ủy ban tài chính của CRP.
Các khoản quyên góp với tổng trị giá 86.000 đô la (602.000 đô la ngày nay) là từ những cá nhân đã tin lầm rằng họ đang quyên góp riêng tư bằng séc có chứng nhận và thủ quỹ cho công cuộc tái bầu cử của tổng thống. Kiểm tra của các nhà điều tra vào lịch sử giao dịch ngân hàng của một công ty ở Miami do tên đột nhập Watergate Barker điều hành đã cho thấy một tài khoản do đích thân anh ta kiểm soát đã gửi séc và sau đó chuyển nó (thông qua Hệ thống Thanh toán bù trừ Chi phiếu của Cục Dự trữ Liên bang).
Các ngân hàng xuất phát séc đều quan tâm đến việc tổ chức gửi tiền được Barker sử dụng đã hoạt động đúng cách trong việc đảm bảo người nhận thanh toán séc đã nhận và chứng thực ở đằng sau (ký hậu) séc, trước khi tổ chức này đồng ý gửi vào tài khoản của Bernard Barker. Chỉ bằng cách này, các ngân hàng phát hành mới không phải chịu trách nhiệm về việc giải phóng tiền trái phép và không chuẩn mực từ tài khoản khách hàng của họ.
Cuộc điều tra của FBI, sau khi đã xóa tội vi phạm ủy thác cho ngân hàng của Barker, dẫn đến sự chú ý trực tiếp giờ hướng đến các thành viên của CRP, những người đã nhận séc. Những người đó là kế toán của ủy ban và thủ quỹ của nó, Hugh Sloan.
Là một tổ chức tư nhân, ủy ban đã tuân theo thông lệ kinh doanh thông thường trong việc chỉ cho phép những cá nhân được ủy quyền hợp lệ thay mặt ủy ban chấp nhận và chứng thực séc. Không tổ chức tài chính nào có thể chấp nhận hoặc xử lý séc thay mặt ủy ban trừ khi một cá nhân được ủy quyền hợp lệ chứng thực. Các séc được gửi vào tài khoản ngân hàng của Barker đã được chứng thực bởi thủ quỹ của Ủy ban, Hugh Sloan, người được ủy quyền bởi ủy ban tài chính. Tuy nhiên, một khi Sloan đã chứng thực một chiếc séc có thể được dùng để trả cho ủy ban, anh ta có trách nhiệm pháp lý và được ủy thác để đảm bảo rằng séc chỉ được gửi vào các tài khoản có tên trên séc. Sloan đã không làm được điều đó. Khi đối mặt với cáo buộc gian lận ngân hàng liên bang, ông tiết lộ rằng phó giám đốc ủy ban Jeb Magruder và giám đốc tài chính Maurice Stans đã chỉ đạo ông đưa tiền cho G. Gordon Liddy.
Liddy sau đó đã đưa tiền cho Barker và cố gắng che giấu nguồn gốc của nó. Barker đã cố gắng ngụy trang số tiền bằng cách gửi chúng vào tài khoản ở các ngân hàng bên ngoài Mỹ. Nhưng lịch sử các giao dịch như vậy đã được lưu trữ hết trong vòng sáu tháng mà Barker, Liddy và Sloan không hề hay biết. Việc Barker sử dụng các ngân hàng nước ngoài vào tháng Tư và tháng Năm năm 1972 để gửi séc và rút tiền thông qua séc thủ quỹ và ngân phiếu đã dẫn đến việc các ngân hàng lưu giữ toàn bộ lịch sử giao dịch cho đến tháng Mười và tháng Mười Một năm 1972.
Tất cả năm tên đột nhập Watergate đều có liên quan trực tiếp hoặc gián tiếp đến CRP năm 1972, do đó khiến Thẩm phán Sirica nghi ngờ có âm mưu liên quan đến các quan chức chính phủ tầng lớp cao hơn.
Vào ngày 29 tháng Chín năm 1972, báo chí đưa tin rằng John Mitchell, khi còn giữ chức vụ tổng chưởng lý, đã kiểm soát một quỹ bí mật của Đảng Cộng hòa được sử dụng để tài trợ cho việc thu thập thông tin tình báo chống lại Đảng Dân chủ. Vào ngày 10 tháng Mười, Bob Woodward và Carl Bernstein báo cáo rằng FBI đã xác định vụ đột nhập Watergate là một phần của chiến dịch gián điệp và phá hoại chính trị quy mô lớn thay mặt cho ủy ban tái bầu cử của Nixon. Bất chấp những tiết lộ này, chiến dịch của Nixon chưa bao giờ đã bị đe dọa nghiêm trọng; vào ngày 7 tháng Mười Một, Tổng thống đã tái đắc cử trong một trong những cuộc bầu cử "long trời lở đất" (cuộc bầu cử mà trong đó một ứng cử đạt được một số phiếu Đại cử tri lớn hơn rất nhiều so với bên đối thủ) lớn nhất trong lịch sử chính trị Hoa Kỳ.

### Vai trò của truyền thông
Mối liên hệ giữa cuộc đột nhập và ủy ban tái bầu cử được làm nổi bật bởi truyền thông đưa tin—đặc biệt là tin bài điều tra của The Washington Post, Tạp chí Time và The New York Times. Các bản báo cáo này đã tăng lên đáng kể tính công khai và hậu quả chính trị và pháp lý sau này. Phụ thuộc nhiều vào các nguồn ẩn danh, các phóng viên của The Washington Post Bob Woodward và Carl Bernstein đã tiết lộ thông tin ám chỉ rằng các cấp trên của Bộ Tư Pháp, FBI, CIA, và Nhà Trắng biết về vụ đột nhập và những nỗ lực để che đậy nó. Woodward và Bernstein đã phỏng vấn Judy Hoback Miller (kế toán cho chiến dịch tái tranh cử của Nixon), người đã tiết lộ cho họ thông tin về việc các quỹ bị xử lý sai và hồ sơ sổ sách bị phá hủy.

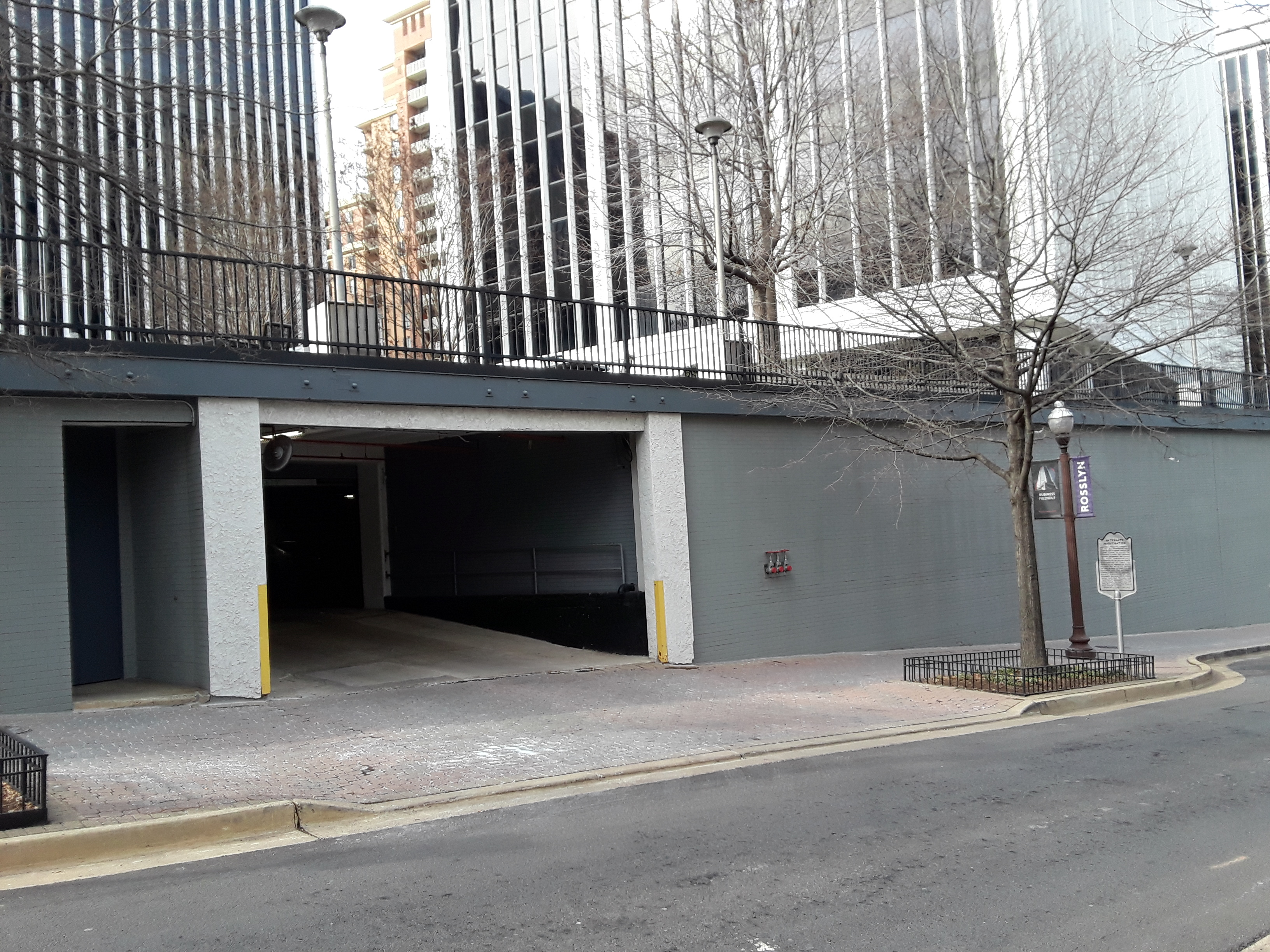
Ga-ra ở Rosslyn—nơi mà Woodward và Felt gặp nhau. Cũng có thể thấy là biển thông tin lịch sử được hạt dựng lên để đánh dấu ý nghĩa của nó.

Đứng đầu trong số các nguồn ẩn danh của tờ Post là một cá nhân mà bị Woodward và Bernstein đặt biệt danh là Deep Throat; 33 năm sau, vào năm 2005, người này được xác định là William Mark Felt, Sr. (Phó Giám đốc FBI trong thời kỳ đó của thập niên 1970), Woodward sau đó đã xác nhận điều này. Felt đã bí mật gặp Woodward vài lần, nói với anh ta về dính líu của Howard Hunt trong vụ đột nhập Watergate, và về việc các nhân viên Nhà Trắng coi vụ Watergate là rất nguy hiểm nếu lộ ra. Felt cảnh báo với Woodward rằng FBI muốn biết anh ta và các phóng viên khác đang lấy thông tin của mình ở đâu, vì họ đang tiết lộ một mạng lưới tội phạm quy mô rộng lớn hơn so với những gì FBI đã tiết lộ ban đầu. Tất cả các cuộc gặp gỡ bí mật giữa Woodward và Felt đều diễn ra tại một ga-ra để xe dưới hầm ở Rosslyn trong khoảng thời gian từ tháng Sáu năm 1972 đến tháng Một năm 1973. Trước khi từ chức FBI vào ngày 22 tháng Sáu năm 1973, Felt cũng đã ẩn danh làm rò rỉ vụ Watergate với tạp chí Time, The Washington Daily News và các nhà xuất bản khác.
Trong thời kỳ đầu này, hầu hết truyền thông đều không hiểu hết những hệ quả vụ bê bối có thể kéo theo, và chỉ tập trung đưa tin về các chủ đề khác liên quan đến cuộc bầu cử tổng thống năm 1972. Hầu hết các phương tiện truyền thông đều bỏ qua hoặc đánh giá thấp thông tin mà Woodward và Bernstein có được; các tờ báo xuyên thành phố Washington Star-News và Los Angeles Times thậm chí còn đăng những câu chuyện làm mất uy tín của các bài báo của Post một cách không chính xác. Sau khi tờ Post tiết lộ rằng H.R. Haldeman đã thực hiện các khoản thanh toán từ quỹ bí mật, các tờ báo như Chicago Tribune và Philadelphia Inquirer đã không công bố thông tin này, nhưng đã công bố việc Nhà Trắng phủ nhận về câu chuyện đó vào ngày hôm sau. Nhà Trắng cũng tìm cách cô lập đưa tin của tờ Post bằng cách liên tiếp tấn công tờ báo đó không mỏi mệt trong khi từ chối chỉ trích những câu chuyện gây tổn hại khác về vụ bê bối từ Tờ New York Times và Tạp chí Time.
Sau khi biết rằng một trong những tên đột nhập bị kết án đã viết thư cho Thẩm phán Sirica khẳng định rằng có một cuộc che đậy cấp cao, truyền thông đã chuyển sự chú ý của mình. Tạp chí Time miêu tả Nixon đang trải qua "địa ngục hàng ngày và rất ít ai tin tưởng". Báo chí và chính quyền Nixon ngờ vực lẫn nhau và lớn hơn bình thường do sự bất mãn kéo dài với các sự kiện từ Chiến tranh Việt Nam. Đồng thời, ngờ vực của công chúng đối với các phương tiện truyền thông là hơn 40% sau khi thăm dò ý kiến.
Nixon và các quan chức chính quyền hàng đầu đã thảo luận về việc sử dụng các cơ quan chính phủ để "tóm" (trả đũa) những người mà họ coi là các tổ chức truyền thông thù địch. Những hành động như vậy đã được thực hiện trước đây rồi: theo yêu cầu của Nhà Trắng thời Nixon vào năm 1969, FBI đã nghe lén điện thoại của 5 phóng viên; năm 1971, Nhà Trắng yêu cầu kiểm toán khai thuế của tổng biên tập Tờ Newsday, sau khi ông này đã viết một loạt bài về các thương vụ tài chính của Charles "Bebe" Rebozo—một người bạn của Nixon.
Chính quyền và những người ủng hộ đã cáo buộc giới truyền thông đưa ra "những cáo buộc ngông cuồng", nhấn mạnh câu chuyện quá nhiều và có thành kiến chủ nghĩa tự do cánh tả chống lại Chính Quyền. Nixon, trong một cuộc phỏng vấn tháng Năm năm 1974, nói với người ủng hộ Baruch Korff rằng nếu ông tuân theo các chính sách cánh tả mà ông cho rằng giới truyền thông ưa thích, thì "Watergate đã là một chuyện nhỏ." Các phương tiện truyền thông nói rằng hầu hết các báo cáo hóa ra là chính xác; bản chất cạnh tranh của truyền thông đã đảm bảo đưa tin rộng rãi về vụ bê bối chính trị sâu rộng này.
Đơn xin vào các trường nghề báo đạt đỉnh cao vào năm 1974.

### Bê bối leo thang
Thay vì kết thúc bằng bản án và kết án tù năm tên đột nhập Watergate vào ngày 30 tháng Một năm 1973, điều tra về vụ đột nhập và dính líu của Chính Quyền Nixon ngày càng mở rộng thêm. "Các cuộc trò chuyện của Nixon vào cuối tháng Ba và cả tháng Tư năm 1973 tiết lộ rằng ông ấy không những biết mình cần cách chức Haldeman, Ehrlichman và Dean để tránh xa họ, mà còn biết phải làm như thế nào để ít có khả năng ông và nhiệm kỳ của ông bị kết tội nhất. Nixon đã tạo ra một âm mưu mới—để che đậy âm mưu che đậy trước đó—bắt đầu vào cuối tháng Ba năm 1973 và hoàn chỉnh vào tháng Năm và tháng Sáu năm 1973 cho đến khi nhiệm kỳ tổng thống của ông kết thúc vào ngày 9 tháng Tám năm 1974." Vào ngày 23 tháng Ba năm 1973, Thẩm phán Sirica đọc một lá thư của tên đột nhập Watergate James McCord trước tòa, trong đó khẳng định rằng đã có khai man trong phiên tòa Watergate, và các bị cáo bị ép phải giữ im lặng. Để thử làm họ nói thêm, Sirica đã tuyên cho Hunt và hai tên đột nhập bản án tạm thời lên đến 40 năm.
Bị Nixon giục, vào ngày 28 tháng Ba, trợ lý John Ehrlichman nói với Tổng chưởng lý Richard Kleindienst rằng không ai trong Nhà Trắng biết trước về vụ đột nhập. Vào ngày 13 tháng Tư, Magruder nói với các luật sư Hoa Kỳ rằng anh ta đã chính mình khai man trong phiên tòa xét xử những tên đột nhập, và làm lộ tội của John Dean và John Mitchell.
John Dean tin rằng anh ta, Mitchell, Ehrlichman và Haldeman có thể đến gặp các công tố viên, nói sự thật và cứu lấy chức vụ tổng thống. Dean muốn bảo vệ tổng thống và muốn 4 người thân cận nhất của ông ta chịu tội thay sau khi khai tội. Trong cuộc họp quan trọng giữa Dean và Nixon vào ngày 15 tháng Tư năm 1973, Dean không hề biết rằng tổng thống đã biết về và dính líu vào vụ che giấu Watergate nhiều đến mức nào. Trong cuộc họp này, Dean cảm thấy rằng mình đang bị ghi âm. Anh ta tự hỏi liệu anh nghĩ như vậy có phải là do cách nói của Nixon không, vì Nixon đang nói như thể ông ta đang cố gắng khơi gợi trí nhớ của những người tham dự buổi họp về các cuộc trò chuyện trước đó về vấn đề gây quỹ. Dean đã đề cập đến điều này trong khi làm chứng trước Ủy ban Thượng viện Watergate, từ đó vạch trần một chuỗi những cuộc trò chuyện bị ghi âm mà sau này sẽ làm rõ bản chất của âm mưu này.
Hai ngày sau, Dean nói với Nixon rằng anh ta đã hợp tác với các luật sư Hoa Kỳ. Cùng ngày hôm đó, các luật sư Hoa Kỳ nói với Nixon rằng Haldeman, Ehrlichman, Dean và các quan chức Nhà Trắng khác có liên quan đến vụ che đậy.
Vào ngày 30 tháng Tư, Nixon yêu cầu Haldeman và Ehrlichman, hai phụ tá có ảnh hưởng nhất của ông, từ chức. Cả hai sau đó đều bị truy tố, kết tội và cuối cùng bị kết án tù. Ông cũng yêu cầu Tổng chưởng lý Kleindienst từ chức, để đảm bảo không ai có thể khẳng định rằng tình bạn vô tội của ông với Haldeman và Ehrlichman có thể bị coi là xung đột lợi ích. Ông đã sa thải Cố vấn Nhà Trắng John Dean, người đã tiếp tục ra làm chứng trước Ủy ban Watergate của Thượng viện và nói rằng ông nghi ngờ rằng các lần nói chuyện trong Văn phòng Bầu dục bị ghi âm. Thông tin chấn động này đã buộc Richard Nixon phải từ chức thay vì bị luận tội.
Ehrlichman viết từ trong tù cho các tạp chí New West và New York năm 1977 và khai rằng Nixon đã đề nghị cho anh ta một khoản tiền lớn, nhưng anh từ chối.
Tổng thống đã tuyên bố các vụ từ chức trong một bài phát biểu cho người dân Mỹ:
Trong một trong những quyết định khó khăn nhất trong nhiệm kỳ Tổng thống của tôi, tôi đã chấp nhận sự từ chức của hai cộng sự thân cận nhất của tôi trong Nhà Trắng, Bob Haldeman, John Ehrlichman, hai trong số những quan chức giỏi nhất mà tôi may mắn được biết. Bởi vì Tổng chưởng lý Kleindienst, mặc dù là một quan chức ưu tú, người bạn thân của tôi trong 20 năm, không dính líu nào trong vụ này, lại là cộng sự cá nhân và công việc thân thiết với một số người có liên quan đến vụ án này, vì vậy ông ấy và tôi đều cảm thấy rằng cũng cần thiết để cho người khác làm Tổng chưởng lý mới. Cố vấn cho Tổng thống, John Dean, cũng đã từ chức.

Cùng ngày 30 tháng Tư, Nixon bổ nhiệm một tổng chưởng lý mới, Elliot Richardson, và trao cho ông quyền chỉ định một cố vấn đặc biệt cho cuộc điều tra Watergate, một người mà sẽ độc lập riêng biệt so với hệ thống phân cấp thông thường của Bộ Tư pháp. Vào tháng Năm năm 1973, Richardson bổ nhiệm Archibald Cox vào vị trí này.

### Các phiên điều trần Watergate của Thượng viện và tiết lộ các cuộn băng Watergate

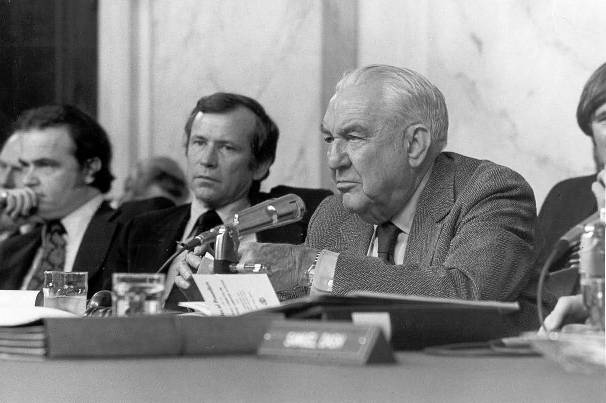
Cố vấn đảng Thiểu số (đảng chỉ chiếm ít hơn hoặc bằng 50 ghế trong Thượng viện và không có Phó Tổng thống Hoa Kỳ thuộc đảng được bầu lên) Fred Thompson (trái), thành viên xếp hạng Howard Baker (giữa), và chủ tịch Sam Ervin (phải) của Ủy ban Watergate của Thượng viện năm 1973

Vào ngày 7 tháng Hai năm 1973, Thượng viện Hoa Kỳ đã bỏ phiếu 77–0 để thông qua nghị quyết S.Res. 60 của Quốc hội khóa 93 và thành lập một ủy ban chọn lọc để điều tra Watergate, với Sam Ervin được chỉ định làm chủ tịch vào ngày hôm sau. Các phiên điều trần do ủy ban Thượng viện tổ chức, trong đó có Dean và các cựu quan chức chính quyền khác làm chứng, được phát sóng từ 17 tháng Năm đến 7 tháng Tám. Ba kênh truyền hình lớn vào thời điểm đó đã đồng ý thay phiên nhau đưa tin trực tiếp về các phiên điều trần, mỗi kênh do đó đã đưa tin phiên điều trần cứ ba ngày một, bắt đầu với ABC vào 17 tháng Năm và kết thúc với NBC vào 7 tháng Tám. Ước tính có khoảng 85% dân Mỹ có tivi đã xem ít nhất một phần của các phiên điều trần.
Vào thứ Sáu, ngày 13 tháng Bảy, trong một cuộc phỏng vấn sơ bộ, phó cố vấn đảng thiểu số Donald Sanders đã hỏi trợ lý Nhà Trắng Alexander Butterfield liệu có bất kỳ loại hệ thống ghi âm nào trong Nhà Trắng không. Butterfield cho biết ông miễn cưỡng trả lời, nhưng cuối cùng đã thừa nhận có một hệ thống mới trong Nhà Trắng tự động ghi lại mọi thứ trong Văn phòng Bầu dục, Phòng Nội các và những nơi khác, bao gồm văn phòng riêng của Nixon trong Tòa nhà Văn phòng Điều hành Cũ.
Vào thứ Hai, ngày 16 tháng Bảy, khi đang bị quay truyền hình trực tiếp, trưởng cố vấn đảng thiểu số Fred Thompson đã hỏi Butterfield rằng liệu ông có "biết về việc lắp đặt bất kỳ thiết bị nghe nào trong Văn phòng Bầu dục của tổng thống không" trước một khán giả. Tiết lộ của Butterfield về hệ thống ghi âm đã thay đổi cuộc điều tra Watergate. Cox ngay lập tức trát hầu tòa các đoạn băng; Thượng viện cũng làm vậy, nhưng Nixon đã từ chối công bố chúng, lấy cớ đặc quyền hành pháp của mình với tư cách là tổng thống, và ra lệnh cho Cox hủy trát đòi hầu tòa của mình. Cox từ chối.

### Thảm sát Đêm Thứ Bảy
Vào ngày 20 tháng Mười năm 1973, sau khi Cox từ chối bỏ trát hầu tòa, Nixon ra lệnh cho Tổng chưởng lý Elliot Richardson sa thải ông. Richardson từ chức như một cách phản đối thay vì thực hiện mệnh lệnh này. Nixon sau đó ra lệnh cho Phó Tổng chưởng lý William Ruckelshaus sa thải Cox, nhưng Ruckelshaus cũng từ chức chứ không sa thải ông ta. Nixon cuối cùng dừng việc tìm người sẵn sàng sa thải Cox sau khi tìm thấy Tổng biện lý sự vụ Robert Bork. Mặc dù Bork nói ông tin rằng mệnh lệnh của Nixon là chính đáng và phù hợp, ông vẫn đã cân nhắc từ chức để tránh bị "coi là người đã thực hiện mệnh lệnh của Tổng thống để cứu công việc của mình". Bork thực hiện mệnh lệnh của tổng thống và cách chức công tố viên đặc biệt (Cox).
Những hành động này bị công chúng chỉ trích đáng kể. Trả lời các cáo buộc về những hành vi có thể bị coi là sai trái của ông, vào ngày 17 tháng Mười Một năm 1973, trước 400 biên tập viên quản lý của Associated Press tại Khu nghỉ dưỡng Đương đại của Disney, Nixon dứt khoát tuyên bố: "Chà, tôi không phải là một thằng lừa đảo." Ông cần phải cho phép Bork bổ nhiệm một công tố viên đặc biệt mới; Bork đã chọn Leon Jaworski để tiếp tục cuộc điều tra.

### Hành động pháp lý chống lại các thành viên Chính Quyền Nixon
Vào ngày 1 tháng Ba năm 1974, một đại bồi thẩm đoàn ở Washington, D.C. đã truy tố một số cựu trợ lý của Nixon, sau này được gọi là "Bộ Bảy Watergate". Trong này bao gồm H.R. Haldeman, John Ehrlichman, John N. Mitchell, Charles Colson, Gordon C. Strachan, Robert Mardian và Kenneth Parkinson vì đã lên âm mưu cản trở cuộc điều tra Watergate. Đại bồi thẩm đoàn bí mật để Nixon là đồng phạm không truy tố. Công tố viên đặc biệt đã can ngăn họ đừng ra bản cáo trạng chống lại Nixon và lập luận rằng một tổng thống chỉ có thể bị truy tố sau khi ông ta từ chức. John Dean, Jeb Stuart Magruder, và những người khác đã nhận tội. Vào ngày 5 tháng Tư năm 1974, Dwight Chapin, cựu thư ký thiết lập lịch họp của Nixon, bị kết tội nói dối trước bồi thẩm đoàn. Hai ngày sau, chính đại bồi thẩm đoàn đó đã truy tố Ed Reinecke, Trung úy Thống đốc Đảng Cộng hòa của California, với ba tội danh khai man trước ủy ban Thượng viện.

### Công bố các bản ghi chép cuộn băng ghi âm

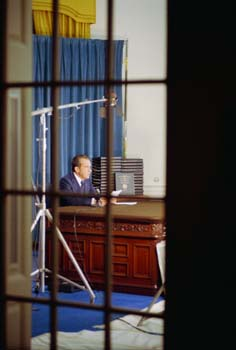
Tổng thống Nixon giải thích về việc công bố bản ghi đã bị chỉnh sửa, ngày 29 tháng Tư năm 1974

Chính quyền Nixon đã phải vật lộn để quyết định xem sẽ phát hành những tài liệu nào. Mọi bên dính líu đều đã đồng ý rằng tất cả các thông tin liên quan nên được tiết lộ. Những cố vấn của Tổng thống chia rẽ về việc có nên công bố những lời tục tĩu và thô tục chưa được chỉnh sửa hay không. Nhóm pháp lý của ông ủng hộ việc phát hành các đoạn băng chưa được chỉnh sửa, trong khi Thư ký Báo chí Ron Ziegler thích sử dụng phiên bản đã chỉnh sửa và "đã xóa lời bậy" để thay thế tài liệu thô. Sau nhiều tuần thảo luận, họ quyết định công khai phiên bản đã được chỉnh sửa. Nixon công bố việc phát hành bản ghi chép trong một bài phát biểu trước cả nước vào ngày 29 tháng Tư năm 1974. Nixon có nói thêm rằng bất kỳ trao đổi nào liên quan đến thông tin an ninh quốc gia đều có thể đã được biên tập lại từ các băng đã phát hành.
Ban đầu, Nixon nhận được phản ứng tích cực cho bài phát biểu của mình. Tuy nhiên, khi mọi người đọc bản ghi chép trong vài tuần tiếp theo, những người trước đó ủng hộ Nixon trong cộng đồng công chúng, truyền thông và chính trị đã kêu gọi cho cách chức hoặc luận tội Nixon. Phó Chủ tịch Gerald Ford cho biết, "Mặc dù có thể dễ dàng xóa các chữ cái khỏi trang in, nhưng chúng ta không thể xóa ý kiến khỏi tâm trí mọi người bằng một cái vẫy tay." Lãnh đạo Thượng viện của đảng Cộng hòa Hugh Scott cho biết bản ghi chép cho thấy cách xử sự "đáng trách, ghê tởm, tồi tàn và vô đạo đức" của Tổng thống và các phụ tá cũ của ông. Lãnh đạo Hạ viện của đảng Cộng hòa John Jacob Rhodes đồng ý với Scott, và Rhodes khuyến nghị rằng nếu tình hình của Nixon tiếp tục vào xấu đi, ông "nên cân nhắc từ chức như một lựa chọn khả thi".
Các biên tập viên của Tờ Chicago Tribune, một tờ báo từng ủng hộ Nixon, đã viết, "Ông khôi hài đến mức vô nhân đạo. Ông láu cá. Ông do dự. Ông tục tĩu. Ông sẵn sàng bị dắt mũi. Ông thể hiện những lỗ hổng kiến thức đáng kinh ngạc. Ông nghi ngờ nhân viên của mình. Lòng trung thành của ông là tối thiểu." Tạp chí Providence đã viết, "Đọc bản ghi chép là một trải nghiệm muốn buồn nôn; người ta đọc xong cảm thấy không sạch sẽ." Tờ báo này tiếp tục nói rằng, trong khi các bản ghi có thể đã không tiết lộ hành vi phạm tội có thể truy tố, những chúng đã cho thấy Nixon coi thường Hoa Kỳ, các thể chế và người dân của nó. Theo tạp chí Time, các nhà lãnh đạo Đảng Cộng hòa ở miền Tây nước Mỹ cảm thấy rằng mặc dù vẫn còn một số lượng đáng kể những người trung thành với Nixon trong đảng, nhưng đa số tin rằng Nixon nên từ chức càng sớm càng tốt. Họ bị xáo lộn bởi ngôn ngữ tồi tệ và giọng điệu thô thiển, đầy thù hận của các cuộc trò chuyện trong bản ghi chép.

### Tòa án Tối cao
Vấn đề về quyền truy cập các cuộn băng đã lên đến Tòa án Tối cao Hoa Kỳ. Vào ngày 24 tháng Bảy năm 1974, trong vụ United States v. Nixon, Tòa án đã nhất trí ra phán quyết (8–0) rằng những tuyên bố về đặc quyền hành pháp đối với các cuộn băng là không có cơ sở. (Thẩm phán đương thời là William Rehnquist—người trước đó được Nixon bổ nhiệm vào Tòa án và gần đây làm việc trong Bộ Tư pháp Nixon với tư cách Trợ lý Tổng chưởng lý của Văn phòng Cố vấn Pháp lý—đã tự rút mình khỏi vụ án). Tòa án ra lệnh cho Tổng thống công bố các cuộn băng cho công tố viên đặc biệt. Vào ngày 30 tháng Bảy năm 1974, Nixon tuân lệnh và công bố các đoạn băng bị trát hầu tòa ra cho công chúng.

### Công bố các cuộn băng
Các đoạn băng tiết lộ một số cuộc trò chuyện quan trọng diễn ra giữa tổng thống và cố vấn của ông, John Dean, vào ngày 21 tháng Ba năm 1973. Trong cuộc trò chuyện này, Dean đã tóm tắt nhiều khía cạnh của vụ Watergate, và tập trung nói về việc che đậy sau đó, mô tả nó như một "căn bệnh ung thư trong nhiệm kỳ tổng thống". Đội đột nhập đã được trả tiền hối lộ để cho họ giữ im lặng và Dean nhận định: "Đó là điều rắc rối nhất sau đó, bởi vì Bob [Haldeman] có dính líu đến việc đó; John [Ehrlichman] có dính líu đến việc đó; tôi cũng dính líu việc đó; Mitchell có dính líu đến việc đó. Và đó là một sự cản trở công lý." Dean tiếp tục nói rằng Howard Hunt đang tống tiền Nhà Trắng và đòi tiền ngay lập tức. Nixon trả lời rằng số tiền nên được trả: "... chỉ cần nhìn vào vấn đề trước mắt, chẳng phải anh cần phải—xử lý tình hình tài chính của Hunt sớm con mẹ nó sao? ... anh phải trả tiền cho nó để giữ bí mật, nếu muốn có bất kỳ đường lui nào".
Vào thời điểm những thủ tục quốc hội ban đầu, người ta không biết Nixon có biết và chấp thuận các khoản thanh toán cho các bị cáo Watergate sớm hơn cuộc trò chuyện này hay không. Cuộc trò chuyện của Nixon với Haldeman vào ngày 1 tháng Tám, là một trong số nhiều những bằng chứng cho thấy ông ta có biết. Nixon nói: "Thì ... họ phải được trả tiền thôi. Chuyện tất cả chỉ có thế. Họ phải được trả tiền." Trong cuộc tranh luận của Quốc hội về việc luận tội, một số người tin rằng việc luận tội đòi hỏi một tội danh có thể truy tố hình sự. Việc Nixon giao dịch các khoản tiền tống tiền được coi là một hành động nhằm cản trở công lý rõ ràng.

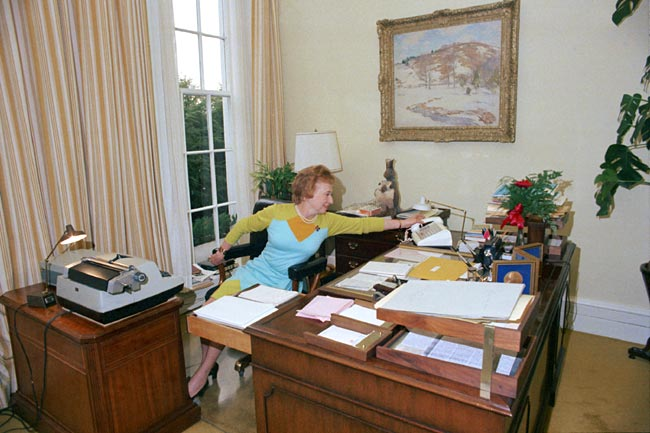
Rose Mary Woods đang cố gắng giải thích cách cô ấy có thể đã không may tạo ra đoạn trống trong băng ghi âm.

Vào ngày 7 tháng Mười Hai, các nhà điều tra nhận thấy một khoảng 18+1⁄2 phút của một đoạn băng được ghi đã bị xóa. Rose Mary Woods, thư ký riêng lâu năm của Nixon, cho biết cô đã vô tình xóa đoạn băng do nhấn nhầm bàn đạp trên máy nghe nhạc của mình khi trả lời điện thoại. Báo chí đã đăng tải các bức ảnh về nội thất chỗ cô làm việc, cho thấy Woods khó có thể trả lời điện thoại khi cô ấy giữ chân trên bàn đạp. Phân tích pháp y sau đó vào năm 2003 xác định rằng cuốn băng đã bị xóa tại nhiều đoạn—ít nhất là năm đoạn, và có lẽ nhiều đến tận chín đoạn.

## Những cuộc điều tra cuối cùng và từ chức
Vị thế của Nixon ngày càng trở nên bấp bênh. Ngày 6 tháng Hai năm 1974, Hạ viện phê chuẩn H.Res. 803 trao cho Ủy ban Tư pháp thẩm quyền điều tra việc luận tội Tổng thống. Vào ngày 27 tháng Bảy năm 1974, Ủy ban Tư pháp Hạ viện đã bỏ phiếu từ 27–11 để đề nghị điều khoản luận tội tổng thống đầu tiên: cản trở công lý. Ủy ban đề nghị điều khoản thứ hai, lạm quyền, ngày 29 tháng Bảy năm 1974. Ngày hôm sau, ngày 30 tháng Bảy năm 1974, Ủy ban đề nghị điều khoản thứ ba: khinh thường (cản trở) Quốc hội. Vào ngày 20 tháng Tám năm 1974, Hạ viện cho phép in báo cáo của Ủy ban, H. Rep. 93–1305, trong đó có nội dung của nghị quyết luận tội Nixon và đưa ra các điều khoản luận tội ông.

### Cuộn băng không thể chối cãi
Vào ngày 5 tháng Tám năm 1974, Nhà Trắng đã phát hành một đoạn băng ghi âm trước đó chưa được biết đến từ ngày 23 tháng Sáu năm 1972. Được ghi lại chỉ vài ngày sau vụ đột nhập, nó đã ghi lại các giai đoạn ban đầu của vụ che đậy: nó tiết lộ Nixon và Haldeman đã có một cuộc họp tại Văn phòng Bầu dục, trong đó họ thảo luận về cách ngăn chặn FBI tiếp tục điều tra vụ đột nhập, vì họ nhận ra rằng có nguy cơ cao sự dính líu của họ trong vụ bê bối có thể bị tiết lộ.
Haldeman nói về chủ đề đó như sau:
... cái chuyện đột nhập Dân chủ, chúng ta lại trở lại—trong khu vực có vấn đề vì FBI không được kiểm soát, bởi vì Gray không thực sự biết cách kiểm soát họ, và họ có ... cuộc điều tra của họ hiện đang hơi chút có hiệu quả ... và nó đi đến một số hướng mà chúng ta không muốn nó đi đến.

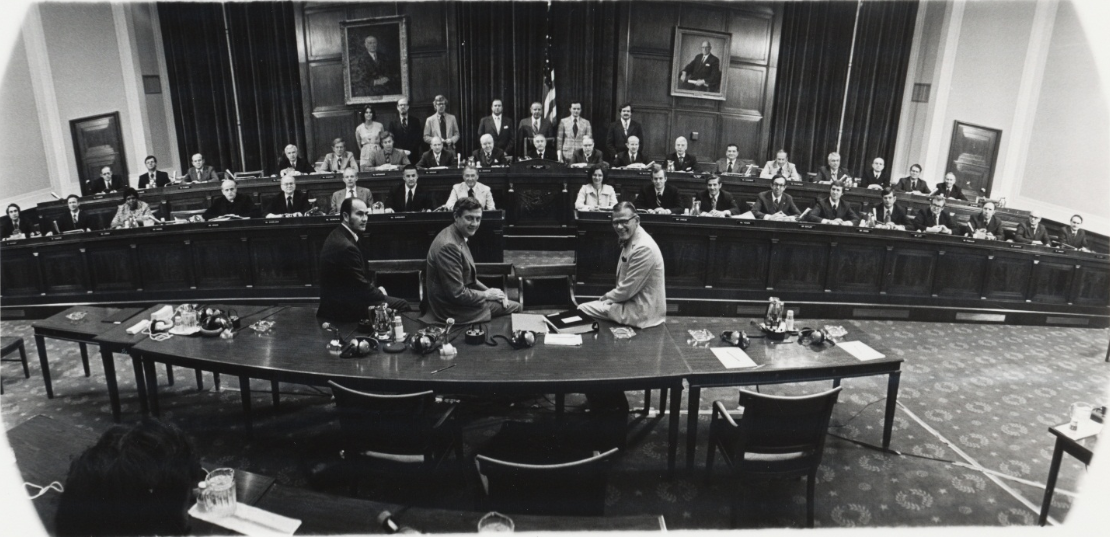
Các thành viên và nhân viên của Ủy ban Tư pháp Hạ viện, 1974

Sau khi giải thích về việc những tên trộm được lần ra theo dấu vết của tiền từ CRP như thế nào, Haldeman giải thích với Nixon về kế hoạch che đậy: "cách xử lý việc này bây giờ là để chúng ta cho Walters [CIA] gọi cho Pat Grey [FBI] và chỉ cần nói, 'Tránh xa chuyện này ra ... đây là—ah, chuyện ở đây chúng tôi không muốn anh đi xa hơn nữa.'"
Nixon phê duyệt kế hoạch và sau khi được cung cấp thêm thông tin về sự dính líu của chiến dịch của mình trong vụ đột nhập, ông nói với Haldeman: "Được rồi, được rồi, tôi hiểu hết rồi. Chúng ta sẽ không chỉ trích Mitchell và những người còn lại nữa." Quay trở lại về việc sử dụng CIA để cản trở FBI, ông chỉ thị cho Haldeman: "Anh gọi họ đến. Tốt. Món hời. Chơi cho nó khó vào. Đó là cách họ chơi nó và đó là cách chúng ta sẽ chơi nó."
Nixon phủ nhận rằng điều này cấu thành một sự cản trở công lý, vì những chỉ dẫn của ông cuối cùng đã dẫn đến việc CIA phải báo cáo trung thực cho FBI rằng không có vấn đề an ninh quốc gia nào. Nixon đã thúc giục FBI tiếp tục cuộc điều tra khi họ bày tỏ lo ngại về sự can thiệp.
Trước khi phát hành cuộn băng này, Nixon đã phủ nhận mọi liên quan đến vụ bê bối. Ông ta tuyên bố rằng không có động cơ chính trị nào trong các chỉ thị của mình cho CIA và tuyên bố rằng ông ta không hề biết gì về trước ngày 21 tháng Ba năm 1973, về sự tham gia của các quan chức cấp cao của chiến dịch như John Mitchell. Nội dung của cuộn băng này thuyết phục chính các luật sư của Nixon, Fred Buzhardt và James St. Clair, rằng "Tổng thống đã nói dối với quốc gia, với các phụ tá thân cận nhất của mình và với các luật sư của chính mình—trong hơn hai năm". Cuộn băng, mà Barber Conable gọi là "khẩu súng còn khói"—một thuật ngữ tiếng Anh ý chỉ bằng chứng rõ ràng rằng một người đã dấn thân vào một việc—chứng tỏ rằng Nixon đã tham gia vào vụ che đậy ngay từ đầu.

## Các nhân vật liên quan
- Howard Baker
- Alfred Baldwin (Watergate)
- Alexander Barkan
- Richard Ben-Veniste
- Robert Foster Bennett
- Hale Boggs
- Robert Bork
- Benjamin C. Bradlee
- Pat Buchanan
- Alexander Butterfield
- William Byrne
- Dwight Chapin
- Charles Colson
- John Conyers
- Archibald Cox
- Kenneth H. Dahlberg
- Maxwell Dane
- Samuel Dash
- David Young (Watergate)
- Sidney Davidoff
- John Dean
- Deep Throat
- Ron Dellums
- John Doar
- S. Harrison Dogole
- Charles Dyson
- John Ehrlichman
- Daniel Ellsberg
- Sam Ervin
- Bernard T. Feld
- W. Mark Felt
- Fred F. Fielding
- Gerald Ford
- William Gaines (professor)
- Leonard Garment
- Sam Garrison
- Seymour Glanzer
- Katharine Graham
- L. Patrick Gray
- Ed Guthman
- Alexander Haig
- H. R. Haldeman
- Halloween Massacre
- Morton Halperin
- Sally Harmony
- Richard Helms
- Howard Hughes
- William L. Hungate
- Leon Jaworski
- Herbert W. Kalmbach
- Egil Krogh
- Samuel M. Lambert
- Angelo Lano
- Fred LaRue
- G. Gordon Liddy
- Allard K. Lowenstein
- Mary McGrory
- Jeb Stuart Magruder
- Robert Mardian
- James W. McCord, Jr.
- Cord Meyer
- John N. Mitchell
- Stewart Rawlings Mott
- S. Sterling Munro, Jr.
- Richard Nixon
- Bernard W. Nussbaum
- Larry O'Brien
- Robert C. Odle, Jr.
- John Paisley
- Kenneth Parkinson
- Arnold Picker
- Herbert Porter
- Raymond Price (speechwriter)
- Charles Rebozo
- Elliot Richardson
- Peter W. Rodino
- William Ruckelshaus
- Charles Ruff
- Daniel Schorr
- Donald Segretti
- John Sirica
- Hugh W. Sloan, Jr.
- Maurice Stans
- Ben Stein
- Howard Stein
- Gordon C. Strachan
- Jerald terHorst
- Fred Thompson
- Watergate scandal
- Frank Wills (security guard)
- Leonard Woodcock
- Rose Mary Woods
- Ron Ziegler